# Gian Andrea Brignole
Gian Andrea Brignole (ou Jean André de Brignole en français), fut un patricien génois du XVIIe siècle.

## Biographie
En 1649, Gian Andrea Brignole transporta comme prisonnier sur sa galère, depuis Naples jusqu'en Espagne, le prince Henri de Lorraine, duc de Guise, qui avait tenté de soulever l'Italie du Sud contre Philippe IV d'Espagne.
Il appartient à la famille Brignole.